# Українська спілка психотерапевтів
Українська спілка психотерапевтів (УСП) — всеукраїнська громадська організація, основною метою якої є сприяння розвитку сучасної психотерапії в Україні.
Українська Спілка психотерапевтів була заснована у 1996 році та зареєстрована Міністерством юстиції України, свідоцтво № 730 від 11.04.1996 року. В 1996 році прийнятий Статут УСП, розроблений Етичний кодекс Української Спілки психотерапевтів. З 1997 року УСП є дійсним членом Європейської Асоціації Психотерапії (ЄАП).
В рамках УСП діє Етична комісія, метою якої є регулювання етичних моментів професійної діяльності психотерапевтів.
УСП налічує близько тисячі активних членів (психологів, психотерапевтів, психіатрів) з усіх регіонів України (25 регіональних осередків). Активно функціонують 14 секцій:
- секція групового психоаналізу
- секція системної сімейної психотерапії
- секція клієнт-центрованої психотерапії
- секція гештальт-терапії
- секція психодрами
- секція дитячої та юнацької психотерапії
- секція індивідуальної психології за А. Адлером
- секція артпсихотерапії
- секція позитивної психотерапії
- секція кататимно-імагінативної психотерапії
- секція стаціонарної психотерапії
- секція телефонного консультування
- секція транзактного аналізу
- секція психологічного консультування (соціально-психологічного тренінгу)